# Ciaculli

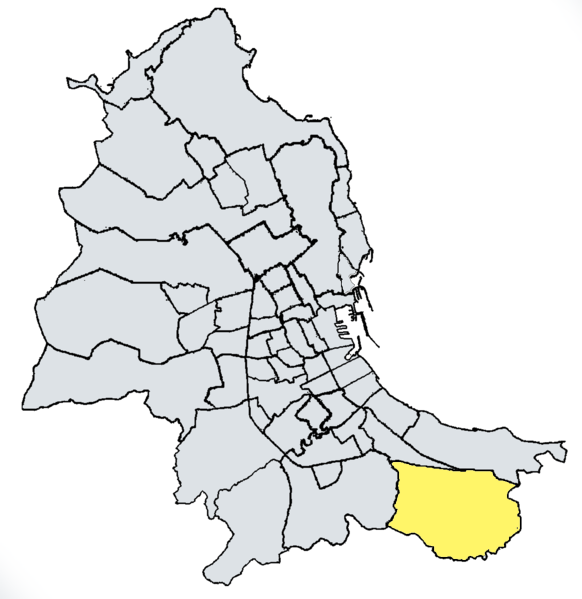
Lage von Ciaculli im Großraum Palermo

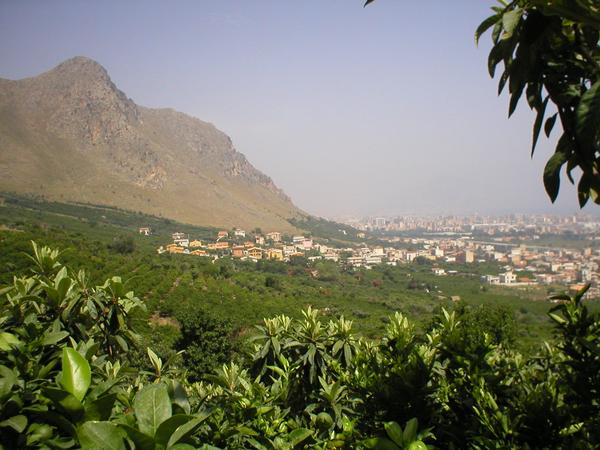
Ciaculli und die Hänge des Monte Grifone

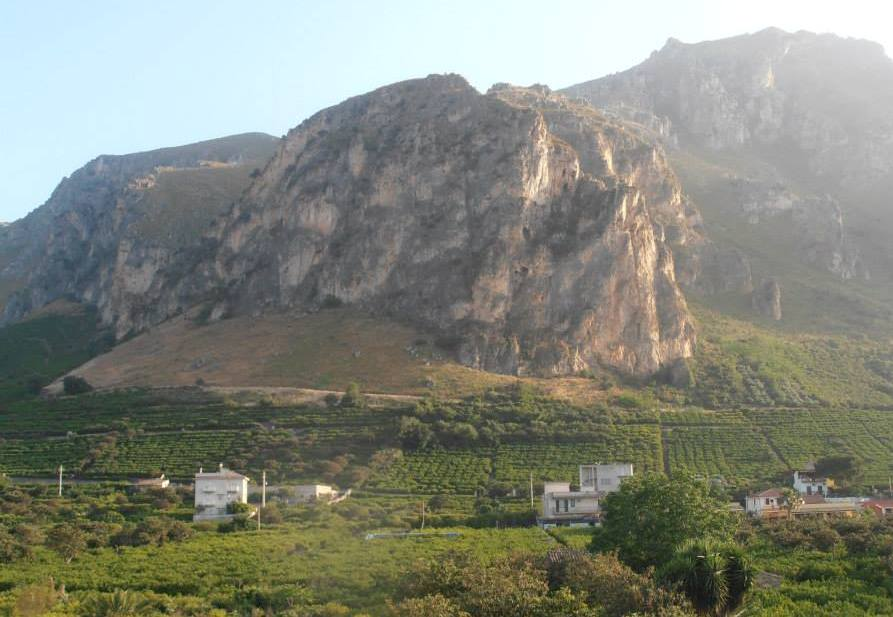
Monte Grifone

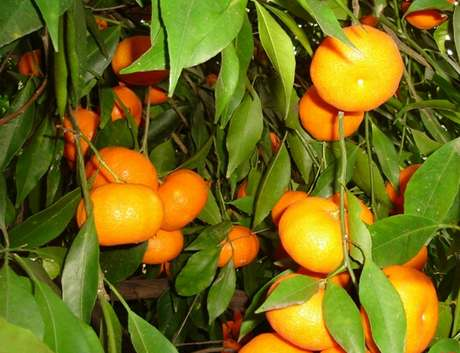
Mandarinenbaum aus Ciaculli

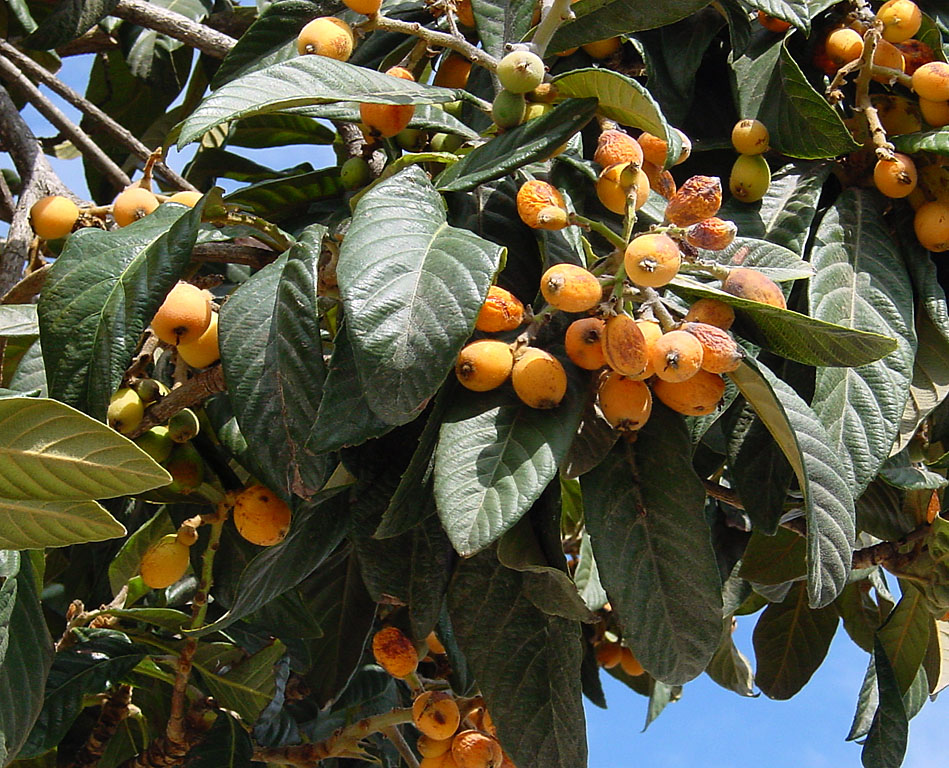
Die zweithäufigste Frucht in der Region nach der Mandarine ist die Japanische Wollmispel

Ciaculli (Ciacuddi auf Palermitaner Lesart) ist ein ländlicher Ortsteil (Borgata di campagna) von Palermo. Der am südöstlichen Stadtrand gelegene Ort hat etwa 9550 Einwohner. Ciaculli ist insbesondere dadurch berüchtigt, dass der mächtige Greco-Mafiaclan die Umgebung dieser Ortschaft über eine lange Zeit beherrschte.

## Namensherkunft
Der Name Ciaculli hat sich im Laufe der Jahrhunderte geändert. Es wird angenommen, dass es auf den sizilianischen Begriff ciachi zurückgeht, der sich auf Pflastersteine bezieht, die bis zum Beginn des 20. Jahrhunderts den Bürgersteig der Straßen des Dorfes charakterisierten. Diese Kalksteine stammten vom Monte Grifone. Sie wurden auch Ciacuzzi, kleine Steine genannt. Daher rührt der aktuelle Name Ciaculli, oder im sizilianischen Dialekt Ciacuddi. Die Einwohner tragen den Namen Ciacuddari.

## Lage
Sie gehört zum II. Bezirk (II. Circoscrizione (Palermo)), Frazione Ciaculli. Zusammen mit der unmittelbaren Nachbargemeinde Croceverde-Giardini bildet sie die Nummer 9 der Unità di primo livello di Palermo. In Ciaculli haben sich bis heute viele Merkmale eines typischen sizilianischen Dorfes erhalten. Im Norden wird die Gemeinde durch die Autobahn A19 und das Industriegebiet Brancaccio getrennt und grenzt im Osten an das kleine Dorf Croceverde-Giardini. Im Süden schließen sich die Berghänge des Monte Grifone an und im Südosten grenzt es an Gibilrossa, eine Stadt der Gemeinde Misilmeri. Entwas weiter nordöstlich grenzt das landwirtschaftliche Gebiet der Gemeinde Ciaculli an das Gemeindegebiet der Stadt Villabate.
Ciaculli besteht hauptsächlich aus Wohnhäusern und landwirtschaftlich genutzten Gebäuden und ist in die sogenannte Conca d’Oro, die landwirtschaftliche Grünfläche der Metropolregion Palermo, eingebettet. Ciaculli besteht im Wesentlichen aus der gleichnamigen Hauptstraße, welche in einer Kreuzung abzweigt, von der aus die S.P. 37 führt, die auf einem kurvenreichen Weg mit vielen Aussichtspunkten den Monte Grifone hinaufsteigt und Palermo mit der Nachbargemeinde Belmonte Mezzagno verbindet.
In Ciaculli existieren noch eine Reihe alter Bauernhäuser, beziehungsweise Anwesen von Großgrundbesitzern, und mit charakteristischen Dachziegeln bedeckte Lagerhäuser (sizilianisch Malaseni) aus dem 18. und 19. Jahrhundert.
In den 1980er Jahren wurden viele Zitrushaine zerstört, um Platz für Sozialwohnungen zu schaffen, was insgesamt zu einem Bevölkerungswachstum der Gemeinde führte. Im oberen südöstlichen Teil der Gemeinde sind die alten Residenzen der alteingesessenen Bewohner noch intakt, und in deren Gärten werden immer noch Zitrusfrüchte angebaut.
In der Kalksteinhöhle von San Ciro, unweit von Ciaculli, wurden Knochenreste von Säugetieren aus dem Quartär gefunden. Darunter eine Zwergelefantenart.

## Bauart
Der Wohnkern der Gemeinde entwickelt sich entlang der engen landwirtschaftlicher Nutzungswege, die seit dem frühen 18. Jahrhundert dazu dienten, die Patronatshäuser der wohlhabenden Grundbesitzer mit dem Rest der Conca d’Oro zu verbinden. Damals war das städtische Gefüge noch nicht erkennbar. Ein wesentlicher Beweis für die Entstehung des Bauerndorfes ist seine Hauptstraße, die Via Ciaculli, bei der sich die Merkmale der alten Landstraße noch nahezu erhalten haben. Noch heute wird die Via Ciaculli durch die hohen umgebenden Mauern der Grundstücke charakterisiert, die nur von Pforten und Eingangstoren zu den Zitrushainen unterbrochen werden. Das heutige Bild ist durch Renovierungsarbeiten teilweise jedoch verfälscht. Die Grundstücke werden von Zäunen umschlossen, die dort Firriati genannt werden. Auf den öffentlichen Wegen sind heute nur noch die erhalten, die noch eine Schutzfunktion besitzen. In der Nähe dieser Straßen wurden die ersten Häuser gebaut. 1897 wurde in Ciaculli die örtliche Mutterkirche eröffnet, welche dem Allerheiligsten Kruzifix (Santissimo Crocifisso) gewidmet war. Das Fest des Allerhöchsten Kreuz (Festa del Santissimo Crocifisso) wird alljährlich im September zelebriert.

## Geschichte
Giuseppe Garibaldi lagerte während seines „Zuges der Tausend“ (Corso dei Mille) zwischen Ciaculli und dem Weiler Misilmeri, um auszuspähen, wie er Palermo am besten erobern konnte. Zu Nino Bixio soll er gesagt haben, „Nino, domani a Palermo! – Nino, Morgen sind wir in Palermo!“. Auf einem Hügel wurde ein Obelisk errichtet, der noch an den „Zug der Tausend“ durch diese Landschaft erinnert.
1946/1947 ereignete sich eine blutige Mafiafehde zwischen zwei Fraktionen des Greco-Clans der Ortschaften Ciaculli und Croceverde-Giardini. Er gipfelte mit einer Schießerei zwischen den beiden Greco-Sippen auf der Piazza von Ciaculli am 17. September 1947. Antonina und Rosalia Greco, Witwe und Tochter eines zuvor ermordeten Ciaculli-Bosses, hatten das Spektakel auf dem Balkon beobachtet. Als sie sahen, dass einer ihrer Feinde nur verletzt war, gingen sie hinunter und töteten diesen mit Küchenmessern. Am 30. Juni 1963 fand das Massaker von Ciaculli (Strage di Ciaculli) statt, bei dem sieben Carabinieri durch einen Bombenanschlag der Cosa Nostra ums Leben kamen. Ein Alfa Romeo Giulietta explodierte, so dass das Massaker auch als „Giulietta-Massaker“ bezeichnet wurde.
In Ciaculli lebte auch der Clan des mächtigen Mafiaboss Michele Greco. Der Vorsitzende der Cupola war mit seinem Heimatweiler stets tief verbunden. Greco lebte hier mit seiner Familie auf seinem Anwesen auf einer Zitrusplantage namens Fondo Favarella, etwas nördlich von Croceverde. Hier fanden auch seine Feste und seine Jagdgesellschaften statt. Im Jahr 2005 wurde der 25.000 Quadratmeter große Zitronenhain von Paolo Greco beschlagnahmt und in einen „Garten der Erinnerung“ umfunktioniert, welcher der vielen Gewaltopfer der Mafia gedenken sollte. 2011 eröffnete die Unci Sicilia eine Art Chronistengruppe unter Vorsitz des Journalisten Leone Zingales, der ANM (Nationalvereinigung der Magistrate) und der Stiftung „Giovanni e Francesca Falcone“ einen weiteren Gedenkort. Am 23. Mai 2012 besuchten anlässlich des 20. Jahrestages des Capaci-Massakers Premierminister Mario Monti, Bildungsminister Francesco Profumo und Innenministerin Anna Maria Cancellieri den Gedenkort.

## Wirtschaft
Die Wirtschaft der Gemeinde war schon immer landwirtschaftlich geprägt. Dazu gehörten schwerpunktmäßig die Zitrusfrüchte. Gerade wegen seiner geschützten und hügeligen Lage stellt das Gebiet von Ciaculli das letzte ausgedehnte landwirtschaftliche Gebiet der Gemeinde Palermo dar, auch wenn das Gebiet in den letzten Jahrzehnten von einer unkontrollierten und willkürlichen illegalen Bautätigkeit stark betroffen war, welche die Region bereits irreparabel beschädigt hat und teilweise eine schwerwiegende hydrogeologische Instabilität hervorrufen hat. Die Gegend um Ciaculli wies noch bis vor einigen Jahrzehnten die ursprünglichen Merkmale der historischen ruralen Landschaft der Conca d’Oro auf.
Hier wird die berühmte „Mandarino Tardivo di Ciaculli – die späte Ciaculli-Mandarine“ (Mittelmeermandarine - Citrus deliciosa) kultiviert, welche auf allen Exportmärkten für Südfrüchte eingeführt wurde. Diese Sorte wird häufig auf landwirtschaftlichen Messen und Ausstellungen vermarktet. Aus dieser Mandarinenart wird die Ciaculli-Marmelade und der Rosolio, ein süßer Likör aus grünen unreifen Mandarinen und Honig aus Zagara-Blüten, verarbeitet. Ciaculli und Croceverde-Giardini sind die einzigen Orte der Erde, auf dem diese Mandarinenart wachsen.
Weitere wichtige Früchte sind Orangen, Zitronen und die Japanische Wollmispel, welche von Ende April bis Mitte Juni reift und danach geerntet werden muss. Viele der Äcker haben Steigungen bis 50 % Gefälle und sind daher schwer zu bewirtschaften.
1999 wurde das Consorzio del Tardivo gegründet, welches heute rund neunzig lokale Produzenten vereinigt. Ziel ist es, alle Initiativen zum Schutz, zur Verbesserung und zur Entwicklung hochwertiger landwirtschaftlicher Flächen in der Conca d’Oro zu fördern, die heute fast vollständig von Bautätigkeit degradiert wurden.